# St Mary’s Church (Derwen)
Koordinaten: 53° 2′ 43,8″ N, 3° 23′ 17,5″ W

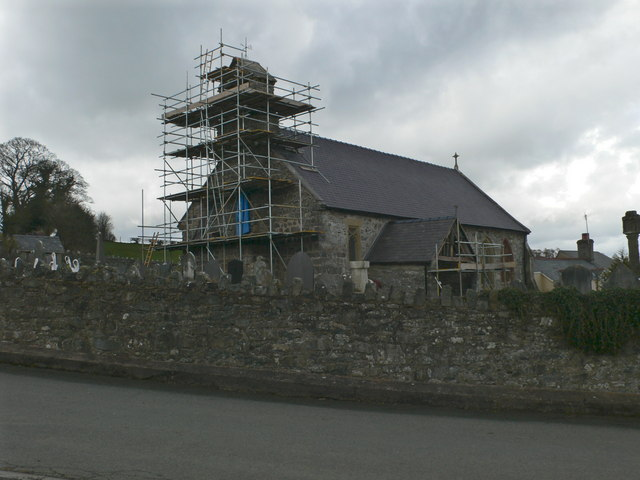
St Mary’s Church, Derwen

St Mary’s Church ist eine nicht mehr genutzte Kirche im Zentrum des Dorfes Derwen in Denbighshire, Wales. Sie wurde von Cadw im Grade I als Listed Building eingestuft, und wird von den Friends of Friendless Churches unterhalten.

## Geschichte
Man geht davon aus, dass das heute bestehende Bauwerk aus dem 13. Jahrhundert stammt, obwohl es aufgrund der runden Form des Kirchhofs wahrscheinlich ist, dass es ein früheres Bauwerk an der Stelle gab. In den folgenden Jahrhunderten wurden Ergänzungen und Veränderungen des Gebäudes vorgenommen. Aus der Zeit vor der Reformation stammt das Fenster nach Osten, das Dach und der Lettner. Der Verschlag für die Glocke wird auf 1688 datiert. Die Kirche wurde 1857 von Henry Kennedy mit einem finanziellen Aufwand von 750 Pfund (in heutigen Preisen: 97.000 Pfund) renoviert. Daei wurde die Empore im Westen entfernt. Enkaustische Fließen wurden 1907 im Heiligtum der Kirche verlegt. Für die Gläubigen wurde die Kirche 1998/1999 geschlossen und zwei Jahre später von der gemeinnützigen Organisation Friends of Friendless Churches übernommen, die auch Eigentümer des Grundstückes wurde.

## Architektur

### Bauwerk
Die Kirche selbst ist aus örtlichem grobem Sandstein gebaut, die Veranda ist aus Tonschiefer und das Dach aus Schiefer mit einem Dachfirst aus Ziegeln. Der Grundriss besteht aus einem Kirchenschiff und dem Altarraum ohne Abgrenzung an der Außenseite, einer südlichen Veranda und einem kurzen Querschiff im Norden, das ursprünglich der Treppenaufgang zum Hängeboden des Lettners; es wurde später als Kamin genutzt. Am westlichen Ende befindet sich auf dem Dach ein Glockenverschlag mit Wetterfahne, auf den Giebeln im Norden und Osten sitzen Kreuze, die als Giebelspitzen dienen. Die westliche Mauer wird durch ein großes Strebewerk verstärkt. Das östliche Fenster im Perpendicular Style hat fünf weite Öffnungen. In der Wand südlich des Altarraumes befindet sich ein Fenster mit drei Öffnungen und in der nördlichen Mauer ist ein Fenster mit zwei kleinen Öffnungen eingelassen. All diese weiteren Fenster stammen aus dem 19. Jahrhundert.

### Innenausstattung und Möblierung
Der Boden des Kirchenschiffes ist mit Steinen gepflastert, der Boden des Altarraums besteht aus Holzbohlen belegt und im Heiligtum wurden Anfang des 20. Jahrhunderts enkaustische Fliesen verlegt. Das herausragende Merkmal der Innenausstattung ist der Lettner, dessen Hängeboden erhalten geblieben ist. Er ist sorgfältig mit spätgotischen Motiven geschnitzt. Der Rest der Möblierung stammt aus dem 19. Jahrhundert. Dazu gehören eine große, mit Schnitzarbeiten versehene, achteckige Kanzel, ein Altar aus Eichenholz und ein achteckiges Taufbecken. Das Buntglas des südlichen Fensters im Altarraum wurde von Harry Ellis Wooldridge entworfen und von James Powell and Sons angefertigt; es stammt aus dem Jahr 1869 und stellt die Geburt Jesu Christi, die Auferstehung und die Himmelfahrt dar.

## Dazugehörige Bauwerke

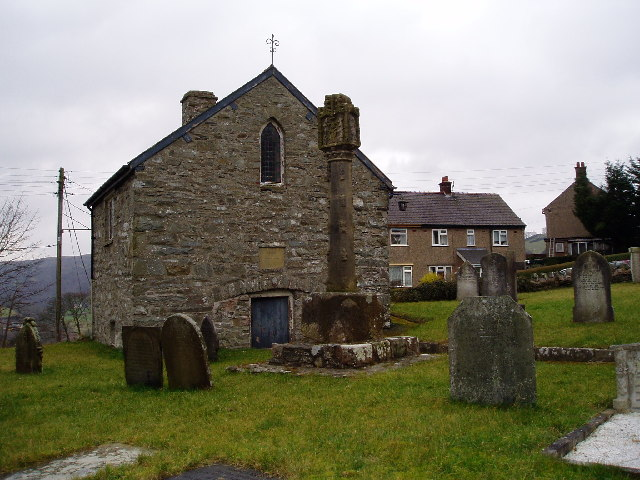
Das Kreuz im Kirchhof mit dem Church House dahinter

Auf dem Kirchhof steht ein Kreuz im Stil der englischen Gotik aus der Zeit vor der Reformation. Es besteht aus einem rechteckigen Schaft auf einem schlichten Sockel mit einer Kopfskulptur. Auf der Seite nördlich und südlich des Kopfes befinden sich einzelne Reihen von Nischen, nach Osten und Westen sind diese Nischen doppelt. Sie verfügen alle über Kielbogen-Hauben und beinhalten Bilder, die inzwischen verwittert sind. Das Kreuz ist im Grade II* eingestuft und es handelt sich um ein Scheduled Ancient Monument. Ebenfalls auf dem Kirchhof steht eine Sonnenuhr aus dem 18. oder 19. Jahrhundert. Sie ist aus Bronze, steht auf einem Pfeiler aus Kalkstein, und der Schattenzeiger ist erhalten. Die Sonnenuhr ist im Grade II eingetragen.
Auf der westlichen Seite des Kirchhofes befindet sich ein Gebäude, das als Church House bezeichnet wird. Dieses entstand im 17. Jahrhundert oder früher. Es hat zwei Stockwerke und einst große Öffnungen nach Norden und Süden im Erdgeschoss, die heute jedoch zugemauert sind. Es ist wahrscheinlich, dass es sich dabei um ein Leichenhaus oder um ein Kirchhofstor handelt. Zum oberen Stockwerk gelangt man über einen Außentreppe. Dabei handelt es sich ursprünglich um eine Sakristei oder ein Dienstzimmer der Pfarre. Es wurde 1905 restauriert und mit einem neuen Dach ausgestattet und wird im Grade II geführt.

## Bedeutung
Die Kirche wurde von Cadw im Grade I eingestuft, weil sie „einen außergewöhnlich vollständigen Lettner mit Hängeboden besitzt und außerdem viel von ihrem mittelalterlichen Charakter erhalten hat“. Der Architekturhistoriker Edward Hubbard bescheinigte, dass „die Kirche tatsächlich sich dem seltenen Glück erfreut, einen Lettner zu besitzen, dessen Hängeboden erhalten ist“.
Über das Kreuz im Kirchhof schrieb die Royal Commission 1914, es sei „ein besonders erhaltenswertes Monument“, Cadw beschreibt es als ein „feines Beispiel der späten Steinmetzkunst vor der Reformation“.

## Belege
1. 1 2 3 4 5  St Mary’s Church, Derwen. Historic Wales (Cadw), abgerufen am 17. August 2010 (englisch).
2. 1 2  Derwen St Mary. Friends of Friendless Churches, archiviert vom Original am 1. Juli 2011; abgerufen am 17. August 2010 (englisch).  Info: Der Archivlink wurde automatisch eingesetzt und noch nicht geprüft. Bitte prüfe Original- und Archivlink gemäß Anleitung und entferne dann diesen Hinweis.
3. ↑  Derwen: Church History. GENUKI, abgerufen am 17. August 2010 (englisch).
4. ↑  Churches and chapels owned by the Friends of Friendless Churches: Details for Visitors. Friends of Friendless Churches, London Juni 2010.
5. 1 2  Cross in churchyard of St Mary’s Church, Derwen. Historic Wales (Cadw), abgerufen am 18. August 2010 (englisch).
6. ↑  Sundial in churchyard of St Mary’s Church, Derwen. Historic Wales (Cadw), abgerufen am 17. August 2010 (englisch).
7. ↑  Church House, Derwen. Historic Wales (Cadw), abgerufen am 17. August 2010 (englisch).
8. ↑  Edward Hubbard: The Buildings of Wales: Clwyd. Penguin, London 1986, ISBN 0-14-071052-3, S. 155–156 (englisch).